# 미나미요시노촌
미나미요시노촌(南芳野村)은 나라현 요시노군에 있던 촌이다. 현재의 구로타키촌 및 시모이치정의 남부에 해당한다.

## 역사
- 1889년 4월 1일 - 정촌제 시행에 의해 요시노군 미나미요시노촌이 성립하였다.
- 1912년 7월 1일 - 미나미요시노촌이 분립해 뉴촌, 구로타키촌이 각각 성립하여, 동일 미나미요시노츤은 폐지되었다.

## 참고문헌
- 角川日本地名大辞典 29 奈良県